# Ouled Antar
Ouled Antar là một đô thị thuộc tỉnh Médéa, Algérie. Dân số thời điểm năm 2002 là 2.033 người.